# Voiture-dôme
Pour les articles homonymes, voir Panoramique.

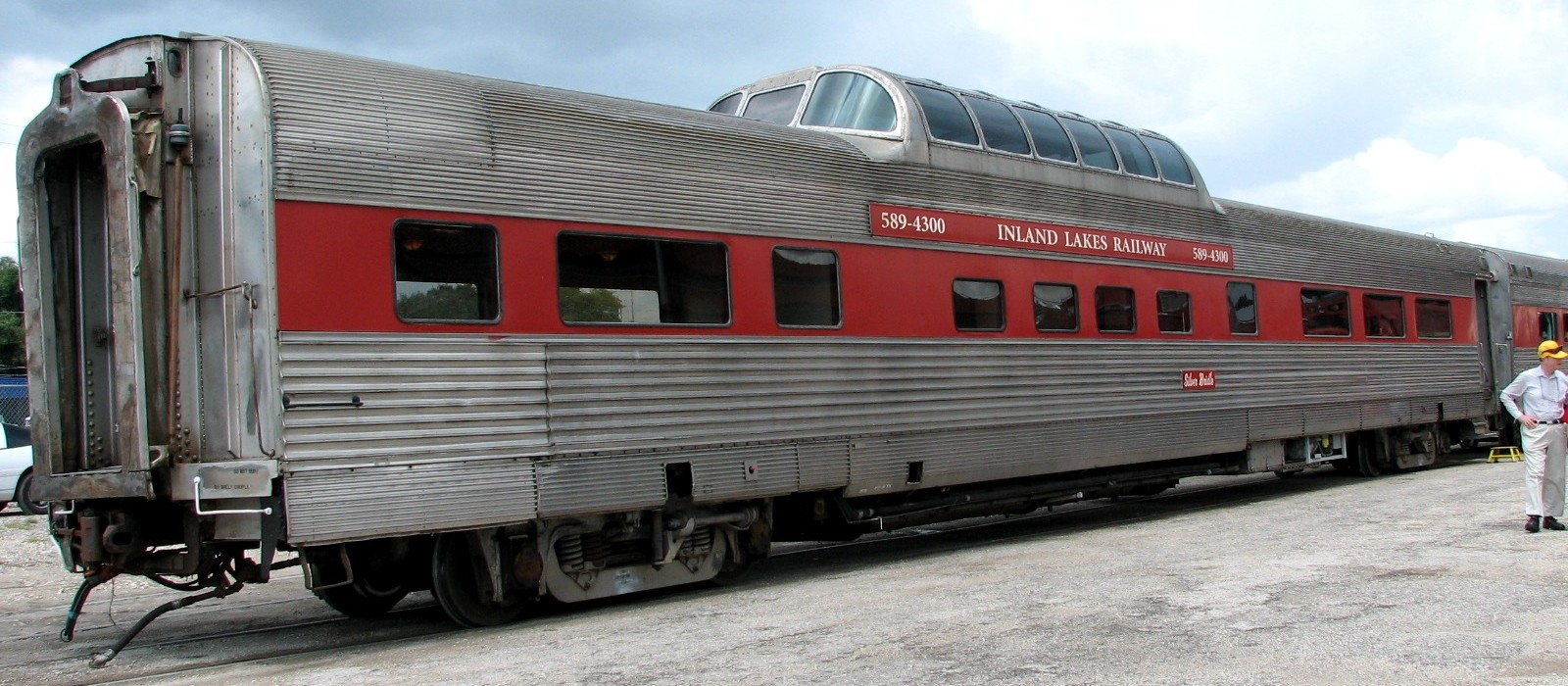
Voiture panoramique de l'Inland Lakes Railway – Plymouth, Floride.

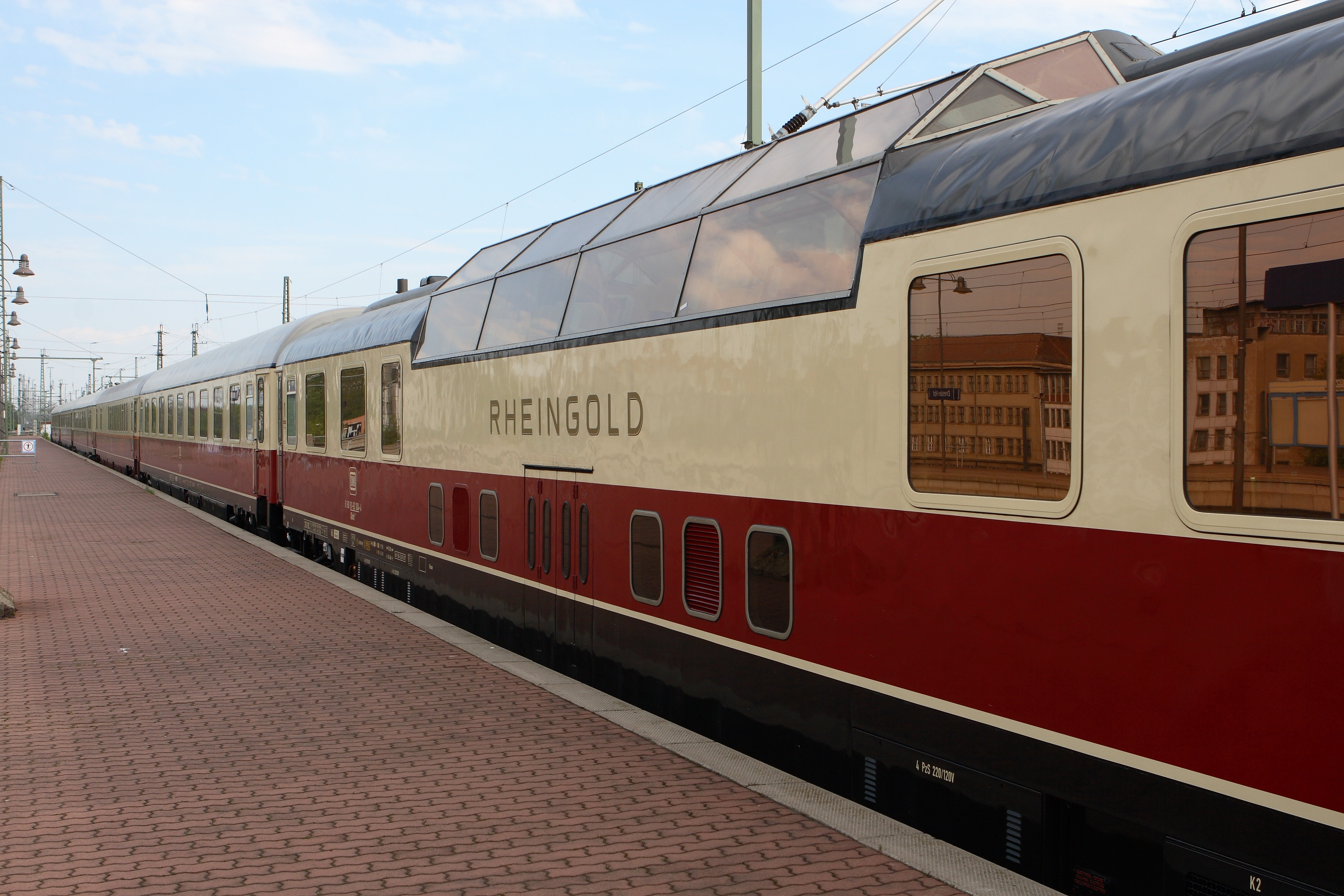
Voiture panoramique TEE du Rheingold

Une voiture-dôme (ou Vista-dome aux États-Unis), est un type particulier de voiture panoramique, équipée d'un dôme vitré saillant sur le toit.
Ce dôme permet une vue dégagée sur 2π stéradians (sur l'hémisphère supérieure).
Ces voitures, présentes à partir de 1949 à bord du California Zephyr Chicago-San Francisco, ont été intégrées dans de nombreux trains américains au cours des années 1950 et 1960. En France, à partir de 1959, le Cévenol Vichy-Clermont-Ferrand-Marseille via Nîmes, mais aussi les trains Grenoble-Marseille et Digne par la ligne des Alpes, ainsi que certaines liaisons Marseille-Nice-Vintimille, puis Marseille-Avignon par la ligne de la Côte bleue, ont été assurés par des autorails panoramiques de Renault comportant un dôme en 1ère classe. Les Chemins de fer allemands ont également introduit, en 1961, une voiture-dôme de 1re classe à bord des trains Rheinpfeil et Rheingold reliant Pays-Bas et Allemagne du Nord à la Bavière et à la Suisse, via la vallée du Rhin.
En France et en Allemagne, ce matériel n'est plus utilisé régulièrement de nos jours.